# Phyllodesmium serratum
Phyllodesmium serratum (Baba, 1949) è un mollusco nudibranchio  della famiglia Myrrhinidae.

## Descrizione
Corpo di colore variabile a seconda della dieta dell'animale; unica costante è la linea biancastra opaca sulla linea mediana del corpo, a partire dai rinofori.

## Distribuzione e habitat
Giappone e Australia.